# يوان يوان
يوان يوان هي مصارعة الهواة صينية، ولدت في 1993.